# Milorad Ulemek
Milorad Ulemek (cyr. Милорад Улемек, ur. 1965 lub 1968 w Belgradzie), znany również jako Milorad Luković (Милорад Луковић), pseudonim „Legija”  – dowódca Specjalnej Jednostki Operacyjnej, podlegającej ministerstwu spraw wewnętrznych Serbii, skazany na kary pozbawienia wolności za przeprowadzenie zamachu na prezydenta Serbii Ivana Stambolicia w 2000 roku i premiera Serbii Zorana Đinđicia w 2003 roku.

## Życiorys
Jego rodzina pochodzi z Chorwacji. W połowie lat 80. udał się do Francji, gdzie wstąpił do Legii Cudzoziemskiej. Podczas swojej siedmioletniej służby walczył między innymi w Czadzie, Libii, Libanie, Gujanie Francuskiej. W 1992 roku wrócił do Jugosławii. Wstąpił do Serbskiej Straży Ochotniczej (tzw. Tygrysów Arkana). Walczył w Chorwacji oraz Bośni i Hercegowinie. Po rozwiązaniu Serbskiej Straży Ochotniczej został przeniesiony do Specjalnej Jednostki Operacyjnej (serb. Jedinica za specijalne operacije; JSO), zwanej również Czerwonymi beretami. Na początku 1999 roku został dowódcą JSO. Jako dowódca JSO brał udział w wojnie w Kosowie.
W latach 90. XX wieku brał udział w licznych morderstwach i porwaniach. W 2000 roku JSO dokonało porwania i morderstwa prezydenta Serbii Ivana Stambolicia. Ciało Stambolicia odnaleziono 28 marca 2003 roku. W październiku 1999 roku JSO próbowało również zamordować Vuka Draškovicia. Podczas strzelaniny JSO zraniło Draškovicia oraz zastrzeliło czterech współpracowników polityka. Morderstwa Stambolicia i Draškovicia miały być zlecone przez Miloševicia.
Podczas masowych protestów społecznych w 2000 roku przeciwko prezydentowi Federacyjnej Republiki Jugosławii Slobodanowi Miloševiciowi jako dowódca Czerwonych zawarł porozumienie z politykami opozycji i nie rozkazał JSO zaatakowania uczestników protestów. Po demokratyzacji kraju kontynuował działalność przestępczą. W kwietniu 2001 roku został odwołany ze stanowiska dowódcy JSO. Według „Večernje novosti” dwa miesiące później przeprowadził się z rodziną do Republiki Serbskiej. Po 2000 roku podejrzewano go o tworzenie gangu zwanego grupą Zemun.
Jest on pomysłodawcą przeprowadzenia zamachu na premiera Serbii Zorana Đinđicia. Premier Serbii zginął 12 marca 2003 roku, postrzelony przez Zvezdana Jovanovicia. Zdaniem rządu Đinđicia, premier zginął, ponieważ zdecydował się walczyć z przestępczością zorganizowaną. Po śmierci Đinđicia serbskie Ministerstwo Spraw Wewnętrznych wydało międzynarodowy nakaz aresztowania Ulemka. Pomysłodawca zamachu ukrywał się przez 14 miesięcy. 2 maja 2004 roku dobrowolnie się ujawnił i oddał w ręce policji.
W kwietniu 2005 roku Ulemek został skazany na karę 40 lat więzienia za uprowadzenie i zamordowanie Ivana Stambolicia oraz nieudany zamach na Vuka Draškovicia.
Proces Ulemka i innych uczestników zamachu na Đinđicia rozpoczął się w grudniu 2004 roku. W sumie oskarżono ponad 40 osób. 23 maja 2007 roku Ulemek oraz Jovanović zostali skazani na czterdzieści lat pozbawienia wolności. Pozostali uczestnicy zamachu otrzymali mniejsze wyroki. Po skazaniu zamachowców władze Serbii zmieniły politykę na rzecz aktywnej walki z przestępczością zorganizowaną. Po procesie Ulemek był przez większość Serbów postrzegany jako prawdziwy patriota i obrońca serbskości.
Jest żonaty i ma troje dzieci. Około 2004 roku przyjął nazwisko żony Luković. Wydał powieść pt. Gvozdeni rov.